# بريندون ليندسي
بريندون ليندسي (بالإنجليزية: Brendon Lindsay)‏ هو لاعب دوري الرغبي أسترالي، ولد في 21 سبتمبر 1977 في أستراليا.